# Konoplev (Mondkrater)
Konoplev ist ein Einschlagkrater auf der Mondrückseite.
Der Krater Konoplev liegt auf der Südhälfte der erdabgewandten Seite, ungefähr auf halbem Wege zwischen Apollo und Mare Orientale, südwestlich von Ellerman.
Im Kraterinneren befindet sich ein zirka 340 m hoher Zentralberg.
Der Krater wurde 1991 von der IAU offiziell nach dem sowjetischen Raketentechniker Boris Michailowitsch Konopljow benannt. Hierbei handelte es sich um eine Umbenennung, er war zuvor als Nebenkrater Q von Ellerman geführt.